# Komančština

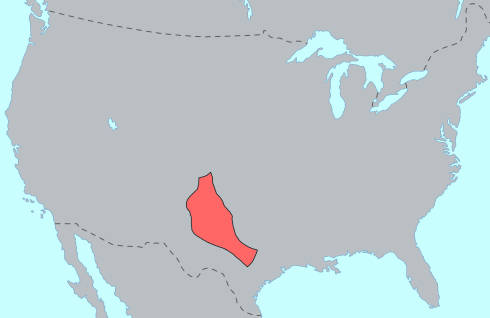
rozšíření komančštiny okolo roku 1850

Komančština (anglicky Comanche, komančsky nʉmʉ tekwapʉ̱) je severoamerický indiánský jazyk, který patří do skupiny numických jazyků, jež spadají do juto-aztécké jazykové rodiny. V roce 2000 jím mluvilo 200 osob z celkového počtu 10 000 Komančů, kteří žijí v komančsko-kajovsko-apačské rezervaci v jihozápadní části amerického státu Oklahoma. Nejvíce mluvčích představují staří lidé. 

## Historie
Komančština se vyvinula z šošonštiny. Stalo se tak po roce 1650, tedy v době, kdy se Komančové odtrhli od Šošonů žijících v dnešním Wyomingu a vydali se osídlit centrální a jižní Pláně. 

## Abeceda
Tento jazyk se zapisuje latinkou. Abecedu tvoří osmnáct písmen: a, b, e, h, i, k, m, n, o, p, r, s, t, u, ʉ, w, y, ˀ.

## Výslovnost

### Samohlásky a dvojhlásky
| Krátké samohlásky | Dlouhé samohlásky | Neznělé samohlásky | Dvojhlásky |
| a [a]             | aa [aː]           | a̱ [ḁ]              | ai [ai]    |
| e [e]             | ee [eː]           | e̱ [e̥]              | oi [oi]    |
| i [i]             | ii [iː]           | i̱ [i̥]              |            |
| o [o]             | oo [oː]           | o̱ [o̥]              |            |
| u [u]             | uu [uː]           | u̱ [u̥]              |            |
| ʉ [ə]             | ʉʉ [əː]           | ʉ̱ [ə̥]              |            |

### Souhlásky
b [β]
h [h]
k [ɡ̊]
m [m]
n [n]
p [b̥]
r [ɾ]
s [s]
t [d̥]
w [w]
y [ɟ]
ˀ [ʔ]

## Příklady

### Fráze
| Komančsky                                        | Česky                  |
| marʉ́awe [máraáué]                                | ahoj (k jedné osobě)   |
| marʉ́awebʉkwʉ [máraáuébakua]                      | ahoj (ke dvěma osobám) |
| haa marʉ́awe [háá máraáué]                        | ahoj (ke skupině lidí) |
| U̵nha hakai nʉʉsuka? [anhá hákáj naasúká]         | Jak se máš?            |
| Tsaatʉ̱, ʉntse? [cáátv ancé]                      | Dobře, a ty?           |
| U̵nha hakai nahniaa? [anhá hákáj náhňáá]          | Jak se jmenuješ?       |
| Nʉ nahnia tsa… [na náhňá cá]                     | Jmenuji se…            |
| U̵nha nʉ nakisupanaˀinʉ̱? [anhá na nákísúpáná'ínv] | Rozumíš mi?            |
| U̵ naki̱supanaˀitʉ nʉ. [a nákjsúpáná'íta na]       | Rozumím ti.            |
| Ke nʉ ʉ naki̱supanaˀitʉ. [ké na a nákjsúpáná'íta] | Nerozumím ti.          |
| haamee [hááméj]                                  | prosím                 |
| ʉra [ará]                                        | děkuji                 |

### Číslovky
| Komančsky                      | Česky |
| sʉmʉ [sama]                    | jedna |
| wahaatʉ̱ [uáháátv]              | dvě   |
| pahiitʉ̱ [páhíýtv]              | tři   |
| hayarokweetʉ̱ [háďárókuéjtv]    | čtyři |
| moˀobetʉ̱ [mó'óbétv]            | pět   |
| naabaitʉ̱ [náábájtv]            | šest  |
| taataʉkwi̱tʉ̱ [táátáakujtv]      | sedm  |
| namewatsʉkwi̱tʉ̱ [náméuácakujtv] | osm   |
| wʉmhinatʉ̱ [uamhínátv]          | devět |
| sʉʉmarʉ [saamára]              | deset |